# Заслужений майстер спорту СРСР
Звання «заслужений майстер спорту» запроваджено в СРСР 1934 року (з 1983 року офіційна назва — «заслужений майстер спорту СРСР»). Аналогічні звання існували в Болгарії (існує й тепер), НДР, Польщі, Румунії, Чехословачині.
Після розпаду СРСР звання «заслужений майстер спорту СРСР» присвоювалося в 1992 році за досягнення у складі Об'єднаної команди. Починаючи з 1992 року, звання «заслужений майстер спорту» було введено в декількох країнах, які раніше входили у склад СРСР (у деяких — як почесне звання — тобто не відомче, а державне):
- Росія — у 1992 році, почесне спортивне звання.
- Україна — у 1993 році.
- Білорусь — у 1994 році, почесне спортивне звання; з 13 квітня 1995 року — почесне звання[2].
- Казахстан
- Узбекистан
- Киргизстан — 13 лютого 2005 року, почесне звання[3].
- Таджикистан

Звання «заслужений майстер спорту України» введено у 1993 році; відзнаку № 1 отримав легкоатлет Сергій Бубка.
Остання редакція положення про звання прийнята у 2006 році.

## Футбол
Список футболістів і тренерів, які отримали звання «заслужений майстер спорту»:
|        | |  |
|        | |  |
| 1934 — | Павло Батирєв, Михайло Бутусов, Володимир Воног, Петро Ісаков, Іван Привалов, Федір Селін, Микола Соколов, Микола Старостін. |  |
| 1936 — | Констянтин Блінков, Петро Григорьєв, Петро Єжов, Павло Канунников, Костянтин Квашнін, Олександр Старостін, Володимир Фомін, Костянтин Фомін. |  |
| 1938 — | Євген Нікішин. |  |
| 1940 — | Анатолій Акимов, Сергій Ільїн, Андрій Старостін, Григорій Федотов, Михайло Якушин. |  |
| 1941 — | Шота Шавгулідзе. |  |
| 1942 — | Борис Аркадьєв. |  |
| 1943 — | Ассір Гальперін, Валентин Гранаткін, Григорій Пачулія, Микола Усов, Валентин Федоров. |  |
| 1944 — | Микола Ільїн, Михайло Козлов, Костянтин Лемешев, Борис Пайчадзе. |  |
| 1945 — | Всеволод Блінков, Гайоз Джеджелава, Антон Ідзковський, Борис Орєшкін, Михайло Семичастний, Леонід Соловйов, Сергій Соловйов, Василь Трофімов, Євген Фокін. |  |
| 1946 — | Михайло Бердзенішвілі, Олександр Виноградов, Георгій Гостєв, Олексій Гринін, Петро Дементьєв, Євген Єлисєєв, Володимир Лемешев, Костянтин Лясковський, Костянтин Малінін, Микола Махиня, Микола Морозов, Володимир Мошаркін, Василь Павлов, Олександр Пономарьов, Василь Соколов, Віктор Соколов, Петро Філіппов. |  |
| 1947 — | Микола Дементьєв, Володимир Єгоров, Андрій Жорданія, Іван Коровін, Микола Кротов, Олексій Лапшин, Михайло Окунь, Паруйр Парсаданов, Степан Романенко, Василь Смирнов, Олексій Соколов, Віктор Тетерін, Михайло Товаровський, Павло Халкіопов, Олексій Шапошников. |  |
| 1948 — | Борис Афанасьєв, Костянтин Бесков, Всеволод Бобров, Григорій Гагуа, Георгій Глазков, Абрам Дангулов, Володимир Дьомін, Віктор Дубінін, Костянтин Жибоєдов, Василь Карцев, Арчіл Кікнадзе, Лев Корчебоков, Іван Кочетков, Борис Кочетов, Володимир Кусков, Олександр Малявкін, Володимир Никаноров, Валентин Ніколаєв, Віктор Панюков, Олексій Пономарьов, Всеволод Радікорський, Олексій Соколов, Іван Станкевич, Володимир Степанов, Михайло Сушков, Олексій Хомич, Аркадій Чернишов, Георгій Шорець, Сергій Шудра. |  |
| 1949 — | Петро Петров. |  |
| 1950 — | Михайло Антоневич, Гаврило Качалін, Віктор Лахонін, Василь Панфілов, Олексій Пшеничний, Костянтин Рязанцев. |  |
| 1951 — | Георгій Антадзе, Олексій Водягін, Автанділ Гогоберідзе, Альфонс Егерс, Фрідріх Марютін, Михайло Мінаєв, Віктор Новіков, Віктор Чистохвалов. |  |
| 1952 — | Августін Гомес, Ніязі Дзяпшина, Леонід Іванов, Володимир Марганія, Олег Тімаков. |  |
| 1953 — | Олег Ошенков. |  |
| 1954 — | Костянтин Крижевський, Ігор Нетто, Володимир Савдунін, Микита Симонян. |  |
| 1955 — | Анатолій Башашкін, Віктор Ворошилов, Андрій Зазроєв, Віктор Карпов, Михайло Михалина, Сергій Сальников. |  |
| 1956 — | Борис Кузнецов. |  |
| 1957 — | Валентин Іванов, Анатолій Ільїн, Анатолій Ісаєв, Анатолій Масльонкін, Михайло Огоньков, Олексій Парамонов, Володимир Рижкін, Едуард Стрєльцов, Борис Татушин, Микола Тищенко, Лев Яшин. |  |
| 1959 — | Юрій Войнов. |  |
| 1960 — | Валентин Бубукін, Арутюн Кегеян, Володимир Кесарєв, Алекпер Мамедов, Слава Метревелі, Віктор Царьов. |  |
| 1961 — | Олег Макаров. |  |
| 1962 — | Юрій Кузнецов. |  |
| 1963 — | Заур Калоєв, Валентин Сапронов. |  |
| 1964 — | Валерій Воронін. |  |
| 1965 — | Валерій Маслов, Михайло Месхі, Гіві Чохелі, Віктор Понєдєльнік. |  |
| 1967 — | Андрій Біба, Анзор Кавазашвілі, Анатолій Крутиков, Едуард Малофєєв, Йожеф Сабо, Віктор Серебряников, Едуард Стрєльцов, Василь Турянчик, Галімзян Хусаїнов, Альберт Шестерньов, Володимир Щегольков. |  |
| 1969 — | Едуард Дубинський, Сергій Котрікадзе, Володимир Маслаченко, Володимир Пономарьов, Муртаз Хурцилава, Віктор Шустиков, Шота Яманідзе. |  |
| 1970 — | Валентин Афонін. |  |
| 1972 — | Влодзімеж Любанський, Євген Рудаков. |  |
| 1973 — | Едуард Маркаров. |  |
| 1975 — | Олег Блохін, Леонід Буряк, Володимир Веремєєв, Віктор Колотов, Віктор Матвієнко, Володимир Мунтян, Володимир Онищенко, Стефан Решко, Володимир Трошкін, Михайло Фоменко. |  |
| 1981 — | Отарі Габелія, Віталій Дараселія, Володимир Гуцаєв, Давид Кіпіані, Тамаз Костава, Тенгіз Сулаквелідзе, Нодар Хізанішвілі, Олександр Чивадзе, Шота Хінчагашвілі, Рамаз Шенгелія. |  |
| 1982 — | Анатолій Коньков. |  |
| 1985 — | Юрій Нирков. |  |
| 1986 — | Сергій Балтача, Андрій Баль, Володимир Безсонов, Ігор Бєланов, Анатолій Дем'яненко, Вадим Євтушенко, Олександр Заваров, Олег Кузнецов, Михайло Михайлов, Василь Рац, Віктор Чанов, Павло Яковенко, Іван Яремчук. |  |
| 1988 — | Сергій Алейніков, Рінат Дасаєв, Геннадій Литовченко, Олег Протасов, Вагіз Хідіятуллін. |  |
| 1988 — | Олександр Бородюк, Сергій Горлукович, Ігор Добровольський, Гела Кеташвілі, Євген Кузнецов, Віктор Лосєв, Володимир Лютий, Олексій Михайличенко, Армінас Нарбековас, Ігор Пономарьов, Олексій Прудников, Юрій Савичев, Ігор Скляров, Володимир Татарчук, Вадим Тищенко, Дмитро Харін, Олексій Чередник, Арвідас Яноніс, Євген Яровенко, Сергій Фокін. |  |
| 1989 — | Борис Разинський, Федір Черенков. |  |
| 1991 — | Анатолій Банішевський, Віктор Банніков, Юрій Беляєв, Йожеф Беца, Анатолій Бишовець, Леонід Островський, Валерій Поркуян, Ігор Численко. |  |
| 1992 — | Юрій Істомін. |  |

## Стрибки у воду
|        |                |  |
|        |                |  |
| 1958 — | Нінель Крутова |  |